# Ефект на Черенков
Ефект на Черенков или излъчване на Черенков се нарича излъчването на светлина (излъчване на Черенков) когато заредена частица се движи през среда със скорост, по-голяма от фазовата скорост на светлината в тази среда.
Най-често това се наблюдава като синьо светене в прозрачни течности при преминаване през тях на електрони с висока енергия. Гама-лъчите светят, което е заради избитите от тях електрони. Характерното „синьо сияние“ в басейните с отработено ядрено гориво и в активните зони на реакторите с тежка вода се дължи на ефекта на Черенков. Явлението е наречено на руския физик Павел Алексеевич Черенков, който получава Нобелова награда за физика през 1958 г.
На руски е известен като ефект на Вавилов – Черенков.